# 龙山所城
龙山所城位于中国浙江省宁波慈溪市龙山镇龙山所村，现存部分城墙遗址及护城河，1986年8月被公布为第三批慈溪县文物保护单位，2016年11月龙山所村被公布为第四批宁波市历史文化名村。
龙山千户所为明朝设置的卫所，洪武二十年（1387）信国公汤和奉诏建置，属观海卫。治所位于宁波府慈谿县北七十里，介于观海卫与定海县之间，东北为伏龙山，东南为石塘山。

## 所城建筑
龙山城墙原呈梯形，城周三里一十七步（约1467.2米），高二丈五尺（约8米），厚二丈（约6.4米）。设东西南城门三座，门外均设瓮城与吊桥，水门一座，城内设十字街。护城河有正濠与备濠之分，正濠周五百六十二丈（约1798.4米），宽六尺（约1.92米），深二丈三尺（约7.36米），备濠周五百一十丈（约1632米），广一丈三尺（约4.16米），深一丈五尺（约4.8米）。今城门已毁，城墙遗址尚存，南北高4米，东西高2-3米，宽8-10米
。城内尚存朱祖燮故居（环城路102号，现为慈溪市文物保护点）等具有代表性的传统民居。